# Wisła Zakopane
TS Wisła Zakopane – klub sportowy z Zakopanego. Ma dwie sekcje: skoki narciarskie i kombinację norweską.

## Historia
Klub został założony jako oddział TS Wisła Kraków w 1926. Od 1929 kierował nim Franciszek Wagner. W czasie II wojny światowej klub zmuszony był do zawieszenia swojej działalności.
Jednak tuż po jej zakończeniu na wniosek Kornela Makuszyńskiego wznowił swoją działalność.
Klub w okresie powojennym utrzymywał się wyłącznie ze składek społecznych. Towarzystwo Sportowe Wisła Zakopane działało w wielu dyscyplinach sportowych, istniały między innymi sekcje skoków narciarskich, narciarstwa klasycznego, narciarstwa alpejskiego, hokeja czy piłki nożnej.

## Zawodnicy Wisły Zakopane
Wychowankami klubu są m.in. Mateusz Rutkowski (mistrz świata juniorów 2004) oraz Janusz Zygmuntowicz i Józef Zygmuntowicz (mistrz i wicemistrz Polski w kombinacji norweskiej)
W TS Wisła trenuje również Klemens Murańka, który podczas treningu skoczył na Wielkiej Krokwi 135 metrów. Murańka to dwukrotny złoty medalista nieoficjalnych mistrzostw świata dzieci, rozgrywanych w niemieckiej miejscowości Garmisch-Partenkirchen (2005, 2006).
Do klubu należał również Wojciech Skupień, wielokrotny reprezentant Polski, zdobywca 11 miejsca na Igrzyskach Olimpijskich w Nagano, dwukrotny mistrz Polski na dużej i średniej skoczni.